# Mal de pierres
Pour plus de détails, voir Fiche technique et Distribution.
Mal de pierres est un film français réalisé par Nicole Garcia, sorti en 2016. Il raconte, dans la campagne provençale de l'après-guerre, la quête d'une jeune femme pour trouver l'amour absolu.
Il s'agit de l'adaptation du roman italien Mal di pietre (it) de Milena Agus paru en 2006, et traduit en français l'année suivante sous le même titre que le film, Mal de pierres.
Le film est présenté en compétition officielle au Festival de Cannes 2016.
En 2017, le film est nommé huit fois aux César, dont ceux du meilleur film, du meilleur réalisateur et de la meilleure actrice, mais il n'obtient aucune récompense.

## Synopsis
Dans la Provence après la Seconde Guerre mondiale, la jeune Gabrielle vit dans la ferme de ses parents qui cultivent la lavande. Elle souffre de crises de douleurs chroniques que sa mère Adèle interprète comme des simulations : ce serait un caprice de plus de sa fille, au tempérament plutôt sauvage et dépressif. Gabrielle tombe amoureuse de son professeur, qui lui donne des cours particuliers de français, et lui écrit une lettre où elle lui promet de s'offrir totalement à lui. Au cours d'une fête de village, elle lui donne à lire sa lettre aux accents érotiques mais le professeur, qui est fiancé à une autre jeune femme, est outré et la traite de folle. Gabrielle réagit avec violence et s'enfuit dans les bois en pleine nuit. Les ouvriers journaliers travaillant dans l'exploitation la retrouvent au petit matin, inanimée dans un fossé. Malgré les soins et l'attention de sa famille, Gabrielle se referme dans son mutisme et refuse de se nourrir. Certains soirs, elle s'exhibe nue à la fenêtre de sa chambre devant des ouvriers fascinés. Sa mère l'amène consulter un psychiatre lequel suggère un séjour dans une maison spécialisée.
Adèle propose alors à l'un des ouvriers d'origine espagnole, José, dont elle a remarqué l'attirance pour Gabrielle, d’épouser sa fille et d'être ainsi associé à l'exploitation agricole familiale. José est un garçon très réservé et demande à réfléchir. Adèle annonce brutalement à sa fille le projet de mariage forcé, tout en la menaçant d'internement si elle refuse. Gabrielle propose alors un pacte à José : s'ils se marient, elle ne couchera pas avec lui et ne l'aimera jamais. Malgré cela, José accepte les conditions de la jeune femme et lui dit qu'il pourra satisfaire ses propres besoins sexuels par ailleurs avec d'autres femmes « qui sont là pour ça ». Ils se marient et mènent une vie de couple apparemment normale. Gabrielle finit par accepter de coucher avec son mari, sans passion ni plaisir, mais à condition qu'il la paye au même tarif que celles « qui sont là pour ça ».
À la suite d'une fausse couche, on diagnostique à Gabrielle des calculs rénaux, le « mal de pierres », à l'origine de ses douleurs et qui l’empêcheraient d'avoir un enfant. Le médecin lui prescrit une cure thermale de six semaines, qu'elle accepte à contre-cœur après insistance de José. Pendant cette cure dans un établissement se trouvant dans les Grisons, en Suisse, elle sympathise avec Agostine, une employée de l'établissement, et la suit dans sa tournée quotidienne des chambres. Elle fait alors la connaissance d'André Sauvage, un lieutenant blessé de retour de la guerre d'Indochine, qui est accompagné de son ordonnance, d'origine indochinoise. Érudit et pianiste talentueux, André est désabusé car se sachant proche de la mort. Les deux jeunes gens se voient de plus en plus fréquemment et Gabrielle tombe amoureuse d’André, mais leur idylle reste platonique en raison de l'état de santé d'André qui s'aggrave.
José rend périodiquement visite à Gabrielle, mais celle-ci lui fait remarquer avec ironie qu'il pleut à chaque fois qu'il vient. Un jour, André est emmené en urgence à l'hôpital de Lyon, sans que Gabrielle n'ait le temps de lui dire au revoir. Après avoir couru désespérément derrière l'ambulance, elle s'effondre aux abords de la route et c'est le personnel de l'établissement qui la ramène aidé de José qui, opportunément était là en visite. Elle se retrouve de nouveau désemparée plusieurs jours, jusqu'à ce qu'André refasse mystérieusement son apparition dans la salle du restaurant, apparemment en pleine forme. Il lui raconte qu'il a été très bien soigné à Lyon. Les deux amoureux rejoignent la chambre de Gabrielle qui s'offre à André et vit enfin ses premiers plaisirs charnels, dans une relation torride telle qu'elle l'avait rêvée auparavant avec son professeur particulier. Ils vivent tous deux des moments de bonheur et, pensant avoir enfin trouvé l'amour de sa vie, Gabrielle prépare sa valise pour partir avec André. Mais étant appelé à de nouvelles obligations militaires, celui-ci refuse cette idée tout en lui promettant qu'ils se retrouveront dès que possible.
Peu de temps après, il est établi que Gabrielle est complètement guérie de son mal de pierres. Elle quitte la cure et rejoint son mari qui a fait construire une superbe villa en bord de mer. Mais elle ne cesse de penser à André à qui elle écrit tous les jours à son adresse du 26, rue Commines à Lyon. Elle lui annonce qu'elle est enceinte de lui et conserve précieusement sa valise prête à quitter son foyer pour le rejoindre. Chaque jour, elle guette l'arrivée du facteur, ce que José ne manque pas de remarquer avec âpreté, mais elle ne reçoit jamais de réponse. Un matin, le facteur rapporte un paquet avec les dizaines de lettres non ouvertes en retour. Elle entre dans une rage de désespoir et tente de se noyer, mais José l'en empêche.
Gabrielle accouche d'un fils, Marc. Dès son plus jeune âge elle lui apprend le piano, convaincue qu'il a hérité des talents de musicien d'André. À l'âge de 14 ans, Marc participe à un concours de piano à Lyon. La famille fait le trajet en Peugeot 404, mais une fois en ville, ils prennent un taxi et passent par hasard près de la rue Commines et Gabrielle en est bouleversée. Elle fait arrêter le taxi et en descend précipitamment, demandant à José et Marc de se rendre à l'audition sans elle. José semble avoir compris la situation et se résigne à laisser son épouse les abandonner. Gabrielle identifie l'appartement qui est bien au nom d'André Sauvage. Elle monte et sonne à la porte... C'est l'ordonnance d'André qui lui ouvre et reconnaît l’ancienne amie du lieutenant. Il lui apprend qu'André est mort depuis bien longtemps, en réalité très peu de temps après son admission à l'hôpital de Lyon, ce jour où il l'avait vue courir derrière l'ambulance. Gabrielle est effondrée. Après avoir erré sur les bords de Saône, elle rejoint la salle d'audition vide, et retrouve José et son fils dans le hall, qui semblaient l'attendre. Marc a obtenu le deuxième prix du concours : elle est heureuse pour lui.
La petite famille retourne chez elle. C'est alors que José sort de son silence sur le trajet du retour et lui révèle qu'après être passé à la cure, il avait croisé André sur la terrasse de l'établissement. Celui-ci, en partance pour l'hôpital de Lyon et ne sachant pas qui était José, lui avait confié dans une conversation sans détours (« entre hommes ») qu'il aurait pu aimer une jeune femme et terminer sa vie avec elle, mais qu'il ne pouvait la satisfaire (« je ne bande plus ») à cause de sa maladie. Et il lui avait désigné cette femme qu'ils apercevaient derrière la vitre : c’était Gabrielle. Peu de temps après, avec stupéfaction, José avait observé sa femme courir derrière l'ambulance qui emmenait André, comprenant alors qu'elle était amoureuse du lieutenant. José en perdit le sommeil et décida de revenir en pleine nuit à la cure thermale, d'entrer dans la chambre de Gabrielle et de lui faire l'amour, dans l'obscurité complète. Gabrielle n’avait ainsi connu qu'un seul homme et José est donc le père de Marc. En arrivant chez elle, Gabrielle ouvre la valise qu'elle n'avait pas touchée depuis quinze ans, car elle y avait rangé une photo d'elle avec André, prise sur la terrasse de l’établissement de cure à la fin de leur idylle, lorsqu’André était prétendument revenu guéri de Lyon et qu’ils avaient connu l’amour charnel. Elle constate avec surprise qu'elle est désormais seule sur la photo et réalise ainsi que la fin de son histoire avec André n’était que fabulation de sa part. À la question de Gabrielle « pourquoi ne m'as-tu rien dit ? », José répond qu'il voulait qu'elle vive. Gabrielle comprend alors l'amour absolu que son mari lui voue. Plus tard en Espagne, Gabrielle et José se rendent en visite dans le village natal de ce dernier.

## Fiche technique
- Titre original : Mal de pierres
- Titre anglophone : From the Land of the Moon
- Réalisation : Nicole Garcia
- Scénario, adaptation et dialogues : Nicole Garcia, Jacques Fieschi et Natalie Carter, d'après Mal de pierres de Milena Agus
- Photographie : Christophe Beaucarne
- Montage : Simon Jacquet
- Musique : Daniel Pemberton
- Décors : Arnaud de Moleron
- Costumes : Catherine Leterrier
- Son : Jean-Pierre Duret, Sylvain Malbrant, Raphaël Mouterde, Jean-Pierre Laforce
- Collaboration artistique : Frédéric Bélier-Garcia
- Producteurs : Alain Attal et Xavier Amblard
- SProduction : Les Productions du trésor, en association avec les SOFICA Cofinova 12 et Indéfilms 3
- Distribution : Studiocanal
- Budget de production : 10,5 millions d'euros[1]
- Pays d'origine : France
- Langue originale : français
- Genre : drame
- Durée : 120 min
- Dates de sortie : 15 mai 2016 (Festival de Cannes) ; 19 octobre 2016 (sortie nationale en France)

## Distribution

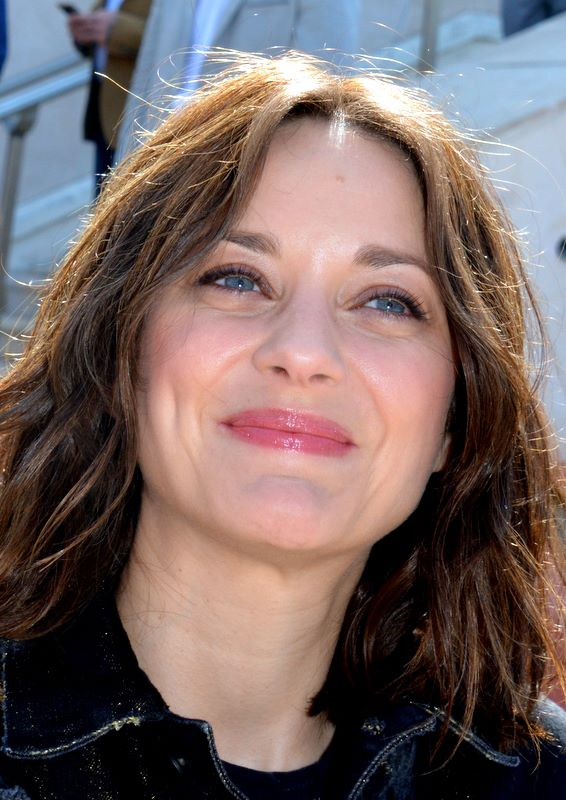
L'actrice principale Marion Cotillard pour la présentation du film au Festival de Cannes 2016.

- Marion Cotillard : Gabrielle Rabascal
- Àlex Brendemühl : José Rabascal, le mari de Gabrielle, d'origine espagnole
- Louis Garrel : le lieutenant André Sauvage
- Brigitte Roüan : Adèle, la mère de Gabrielle
- Victoire Du Bois : Jeannine
- Aloïse Sauvage : Agostine, employée de la station thermale
- Victor Quilichini : Marc à 14 ans, le fils de Gabrielle
- Daniel Para : Martin
- Jihwan Kim : Blaise, l'ordonnance « chinoise » du lieutenant Sauvage
- Francisco Alfonsin : Paco
- Sören Rochefort : Georget
- Inès Grünenwald : la secrétaire de la cure
- Anne Crestey : l'infirmière de la maternité

## Production

### Tournage
Le film est tourné à l'été 2015, notamment en Savoie, dans plusieurs villages du plateau de Valensole (Brunet,  Puimoisson, Valensole) ; autour d'Aix-les-Bains et de son ancienne station thermale, dans l'hôtel Schatzalp de Davos en Suisse, ainsi que sur les quais de Saône à Lyon.

## Accueil

### Accueil critique
L'accueil critique de la presse française est plutôt bon avec une note moyenne de 3,5/5 sur le site Allociné, à partir de l'interprétation de 30 titres de presse.
Dans Le Parisien, Pierre Vavasseur est très enthousiaste et écrit « Nicole Garcia signe un film exceptionnel avec une Marion Cotillard époustouflante ».
Plus modérée, Noémie Luciani dans Le Monde juge que « L’actrice s’en tire honorablement, mais inspire à Nicole Garcia un film un peu trop raffiné et contrôlé pour rendre justice à cette histoire forte et laisser exister de beaux personnages secondaires ».

### Box-office
Lors de sa première semaine d'exploitation en France, le film se place en neuvième position au box-office avec 283 843 entrées. Au bout de 13 semaines d'exploitation, le film cumule 669 856 entrées, et $6,547,983 millions de dollars de recettes dans le monde.
| Pays ou région | Box-office      | Date d'arrêt du box-office | Nombre de semaines |
| -------------- | --------------- | -------------------------- | ------------------ |
| France         | 669 856 entrées | 18 janvier 2017            | 13                 |
| Total mondial  | 6 547 983 $     | -                          | -                  |

## Distinctions

### Nominations
- Festival de Cannes 2016, sélection officielle, en compétition.
- 22e cérémonie des Lumières, nominations pour :
  - le Lumière de la meilleure actrice pour Marion Cotillard ;
  - le Lumière de la meilleure image pour Christophe Beaucarne.
- César 2017, nominations pour :
  - le césar du meilleur film ;
  - le césar du meilleur réalisateur ;
  - le césar de la meilleure adaptation ;
  - le césar de la meilleure actrice pour Marion Cotillard ;
  - le césar du meilleur son pour Jean-Pierre Duret, Syvlain Malbrant et Jean-Pierre Laforce ;
  - le césar du meilleur montage pour Simon Jacquet ;
  - le césar des meilleurs costumes pour Catherine Leterrier ;
  - le césar de la meilleure photographie pour Christophe Beaucarne.

## Analyse

### Erreurs et incohérences
Le film apporte un soin tout particulier à reproduire la Provence des années 1950 (il a ainsi été nommé pour le César des meilleurs costumes). On peut cependant noter deux détails invraisemblables :
- le personnage joué par Louis Garrel est un lieutenant ; or on aperçoit dans la penderie de sa chambre un uniforme à trois galons, ce qui correspond au grade de capitaine (grade immédiatement supérieur à celui de lieutenant) ;
- hormis le mari d'origine espagnole et les ouvriers journaliers, les personnages du film parlent sans aucun accent régional, ce qui apparaît incohérent, notamment pour l’époque illustrée[réf. nécessaire] lorsqu'on les compare aux films de Marcel Pagnol ou avec Fernandel.
- Dans une des scènes à la ferme, on peut voir un hangar métallique moderne abritant des Bigs Ballers de foin. A cette époque les hangars de ferme étaient plutôt des hangars avec charpente en bois et il n'y avait pas de foin pressé en balles carrées de 500 kg. Ces presses agricoles n'existaient pas encore et les tracteurs de l'époque n'auraient pas été assez puissants.